# 모충초등학교
모충초등학교는 대한민국 충청북도 청주시 서원구에 있는 공립 초등학교이다.

## 학교 연혁
- 1967.09.02 모충국민학교 설립 인가
- 1968.09.30 모충국민학교 개교
- 1984.03.12 병설유치원 개원(1학급)
- 2004.12.01 2005~2006년도 녹색학교 사업교 선정
- 2009.03.01 충청북도교육청지정 「에듀파인」시범학교(1년)
- 2010.03.01 충청북도교육청지정 저작권교육 연구 시범학교(2010~2011)
- 2010.03.01 제18대 김태수 교장 부임
- 2012.03.01 20학급 편성(특수학급 1학급 포함), 병설유치원 2학급
- 2013.03.01 19학급 편성(특수학급 1학급 포함), 병설유치원 2학급
- 2014.02.18 제42회 졸업식(총 졸업생 13,104명)
- 2014.03.01 제19대 김홍재 교장 부임
- 2014.03.01 20학급 편성(특수학급 1학급 포함), 병설유치원 2학급

## 참고 자료
- 모충초등학교 - 한국교육학술정보원 학교알리미